# NGC 4949
NGC 4949 este o galaxie spirală situată în constelația Părul Berenicei. A fost descoperită în 19 aprilie 1865 de către Heinrich Louis d'Arrest.